# Parque Municipal das Dunas da Praia da Ribanceira
O Parque Municipal das Dunas da Ribanceira é uma proposta de unidade de conservação da cidade brasileira de Imbituba, no Estado de Santa Catarina.
A criação do Parque Municipal ainda passa por tramitação executiva e legislativa , bem como por vontade comunitária, movida por petição pública .
Quando estiver formalizado, estará inserido em um dos últimos remanescentes de Mata Atlântica, e abrigará uma das mais representativas dunas da costa catarinense, que chega a possuir alguns lagos, rasos e simples espelho d'água em períodos mais chuvosos. Esse complexo sistema arenoso consiste num conjunto maior que abrangeria as Praia de Itapirubá e Praia/ Barra Praia de Ibiraquera, no que, então, se poderá formar um parque triplo, com um provável desmembramento em Parque Municipal das Dunas da Praia de Itapurubá e Parque Municipal da Praia de Ibiraquera, respectivamente.
A despeito disto, a região costeira já está formalizada enquanto Área de Proteção Ambiental, um tipo de unidade de conservação no âmbito federal, na APA daBaleia Franca, pois o litoral naquele trecho serve de berçário aos mamíferos que dão nome a tal APA . Este é outro forte argumento para sustentar a criação dessas pelo menos 3 áreas de parques municipais, pois praticamente contíguas e coerentes com os limites da área da APA, que não se restringe apenas ao meio marinho.
Conta, ainda, com trilhas bem demarcadas no período de alta temporada veranista, que podem ser percorridas como mero andarilho, por meio das quais pode-se conhecer flora e fauna característica desse ecosistema. Há frequentes pegadas e marcas de praticantes de sandboard e outros veículos como motocicleta ou quadriciclo. Foi constatada como o ponto em que o vento foi o mais forte e constante de toda a Expedição Dunas Catarinenses, a primeira sandboard trip do Brasil.
Localização das Dunas: Cerca de 90 km de Florianópolis. Perto da estrada geral da Ribanceira.O acesso é considerado fácil. Pode deixar o carro perto das estradas de acesso, tanto a que alcança a Barra de Ibiraquera e a que liga esta última à Praia da Ribanceira propriamente até o acesso ao centro urbano de Imbituba. Também através de algumas das casas que ficam próximas aos limites mais perenes das dunas.
Em coordenadas geográficas, Latitude: 28.1892 S e Longitude: 48.7144 O.
Altura da maior duna encontrada: 40m; com uma extensão total das dunas: 2,7 km. O tipo de areia encontrada é fina e macia. Os tipos de dunas para a prática foram considerados de alta variabilidade e altamente favoráveis para todos os níveis e manobras na prática do sandboard.
Na prática deste esporte, a velocidade máxima atingida foi de 37 km/h, o que é proporcionado pelo tipo de areia caracterizado, considerado portanto, como de ótima velocidade.
As modalidades que podem ser praticadas são todas as comumente catalogadas: big air, slalom, speed, free style, boarder cross.
A questão desfavorável apontada foi o vento Sul, apontado pela Expedição Dunas Catarinenses como o lugar em que houve problemas com fortes ventos.